# Порвоо
По̀рвоо (на фински: Porvoo, [ˈporʋoː]; на шведски: Borgå, [`bɔrˌgoː], Бо̀рго) е град и община във Финландия. Разположен е около разширената част на устието на местна малка река на брега на Балтийско море на 50 km източно от Хелзинки. Порвоо е вторият най-стар град в страната след Турку. Населението на града наброява 48 687 жители според данни от преброяването на 31 март 2010 г.

## История
За населено място, намиращо се в този район, за първи път се упоменава през XIV век. До 1809 г. града е част от състава на Шведското клалство. След 1809 година, след като Руската империя побеждава в Руско-шведската война (1808 – 1809), града преминава състава на Великото княжество Финландия, свързано с Руския императорски дом. След 1917 г. е част от състава на независима Финландия.
Порвоо получава известност в Русия и света след като в периода 10 март – 7 юли 1809 г., руския император Александър I свиква в града Боргоският сейм, утвърждаващ широката автономия на финландския народ. Този сейм фактически създава държава на фините, които до този момент се намират под колониална зависимост от шведската корона.
- Александър I обявява автономията на Финландия
- Характерни дървени къщи край устието на местната река в Балтийско море

## Известни личности
Родени
- Виле Валгрен (1855 – 1940), финландски скулптор
- Алберт Еделфелт (1854 – 1905) финландско-шведски художник
- Хана Ек (р. 1984), Мис Финландия 2005
- Княз Владимир Романов (1917 – 1992), руски княз
- Сами Хююпия (р. 1973), финландски футболист-национал

Починали
- Алберт Еделфелт (1854 – 1905) финландско-шведски художник
- Юхан Лудвиг Рюнебери (1804 – 1877), финландски национален поет от шведски произход

## Побратимени градове
- Далвик, Исландия
- Динкелсбюл, Германия
- Хамар, Норвегия
- Ханкок, САЩ
- Камен Поморски, Полша
- Лунд, Швеция
- община Тюресьо, Швеция
- Вентспилс, Латвия
- Вибор, Дания
- Виимси, Естония
- Вилянди, Естония